# Administration de l'enregistrement, des domaines et de la TVA (Luxembourg)
Pour les articles homonymes, voir Administration de l'enregistrement, des domaines et de la TVA.
L’Administration de l'enregistrement, des domaines et de la TVA (en luxembourgeois : Enregistrement et en allemand : Einregistrierungs-Domänen und Mehrwertsteuerverwaltung), abrégée en AED, est l'une des trois administrations fiscales, à côté de l'Administration des contributions directes (lb) et de l'Administration des douanes et accises au Luxembourg.
Tous les droits, impôts et taxes qui concernent notamment la circulation juridique des biens, de même que la TVA, relèvent de sa compétence.
L'administration des propriétés de l'État et le recouvrement des droits et revenus domaniaux de toute espèce constituent un autre volet important des compétences de l'AED. Dernièrement, elle gère le régime hypothécaire du pays et constitue une autorité de contrôle en matière de lutte anti-blanchiment.